# Люк Монтание
Люк Монтаниѐ (на френски: Luc Montagnier) е френски вирусолог.
Заедно с Франсоаз Баре-Синуси открива ХИВ, вируса на СПИН. През 2008 г. за откритието си двамата френски учени, заедно с Харалд цур Хаузен, получават Нобелова награда за медицина.

## Биография
Роден е на 18 август 1932 година в Шабри, Франция, единственото дете в семейството на Антоан Монтание, счетоводител, и съпругата му Мариан Русле. От ранно детство започва да се интересува от наука.
Учи в колежа в Шателро, а след това следва в университетите на Поатие и Париж. През 1972 г. постъпва в парижкия Институт „Пастьор“, професор е по вирусология от 1975 г.
След получаването на Нобеловата награда през 2008 г. Монтание започва да прави спорни изявления и заема позиции, които научната общност отхвърля. Така през 2017 г. той се обявява против ваксинациите, а през 2020 г. твърди, че вирусът на Ковид-19 е изпуснат от китайска лаборатория.
Откриване на вируса на СПИН
През 1982 г. Уили Розенбаум, лекар, работещ в болница „Hôpital Bichat“ в Париж, моли да проучи възможността причината за мистериозния нов синдром, който по-късно е наречен СПИН, да е вирус. Розенбаум е имал решаваща роля в откриването на вируса на СПИН, защото често на научни конференции е изразявал своята хипотеза, че източникът на болестта е вирусен, и дори е направил биопсия на лимфен възел от свой пациент, където е открит вирусът.
През 1983 г. група от изследователи и лекари, водена от Монтание и Франсоаз Баре-Синуси, открива вируса, причиняващ болестта. Първоначално вирусът се нарича LAV (Lymphadenopathy-associated virus). Година по-късно, след като група от американски изследователи, ръководени от Робърт Гало, потвърждава откритието, вирусът получава ново име HTLV-III (човешки Т-лимфотропен вирус тип III).
През 1990 г. Монтание отрича, че ХИВ може сам да предизвика СПИН. Той заявява, че ХИВ се нуждае от кофактор, който според него е микоплазма. Повечето съвременни учени не споделят това виждане.
Монтание води спорове с Робърт Гало за това кой пръв е изолирал ХИВ, но накрая двамата се съгласяват на компромисно решение: и двамата се записват като откриватели на вируса ХИВ.
В продължение на няколко години в научния свят продължават споровете на кого принадлежи правото на първоначалното откритие на вируса, на екипа на Монтание или на този на Гало. През 2008 г. спорът изглежда окончателно уреден след обявяването на Нобеловата награда за физиология и медицина за Монтание и Франсоаз в Съединените щати за откриването на вируса на СПИН, без споменаването на работата на Гало.
Монтание е съосновател на Глобалния фонд за изследване и превенция на СПИН и съвместно управлява Международната програма за вирусологично сътрудничество.
Някои от ненаучните концепции на Монтание.
- Водата има „памет“ за патогените, които вече не са в нея;
- Участъци от ДНК на патогените излъчват електромагнитни вълни, които могат да се използват за диагностициране на заболявания;
- Антиоксидантите и биологично активни добавки (витамини, минерали, пробиотици) стимулират така имунната система, че това може да помогне на хората да се борят със СПИН.